# プロ スウーピングツアー
プロ スウーピング ツアー (Pro Swooping Tour、PST) は、2000年代に主にアメリカで開催されたキャノピーパイロッティング(Canopy Piloting) 競技のプロ大会シリーズである。
2000年、スカイダイバー Jim Slaton によってキャノピーパイロッティングの大会・パラパフォーマンスゲームス (Para Performance Games) が創始され、2003年にプロ スウーピング ツアー（以降 PST と表記）と改称された。
同2003年に仲間の Lyle Presse の協力のもと、彼らが作った競技フォーマットとルールが、国際パラシュート委員会 (International Parachute Committee / IPC) に採択され、新しいスポーツ 「キャノピーパイロッティング」 が公式に誕生した。同年9月、第1回キャノピーパイロッティング ワールドカップが開催され、以降 PST の主導のもとにこの競技が普及していくこととなった。
2000年代を通じて PST は各パラシュートメーカーのファクトリーチームが、それぞれの最高性能モデルを投入してしのぎを削る最高峰の対決の場の様相を呈した。
また PST は ワールドカップ・世界選手権で行われる公式種目以外にも、フリースタイルをはじめとする他の多くの競技形式を提案している。Pro_Swooping_tour
PST は2009年大会（悪天候でキャンセルされた）を最後に、Jim Slaton の大会オーガナイザー引退にともなって休止状態となっているが、多くの優秀なパイロットがこの大会を通して輩出され、キャノピーパイロッティング競技の発展に大きな役割を果たした。

## PST が関与・プロデュースしたキャノピーパイロッティング競技
- Blade Running - 1996
- Speed - 1996
- Distance - 1998
- Accuracy - 2001
- Team Speed - 2002
- Carving Accuracy - 2002
- Freestyle - 2004

## PST への道
当初 PST に参加するためには、新人選手は Qualifier といわれる技能試験をパスしなければならなかった。
これはエントリーゲートの高さを通常の2倍の3mに、コースの長さを70mから約56m(185feet) に短くして難易度を低くした状態の、キャノピーパイロッティングのスピード競技のコースを、3回連続で完走してみせるというものであった。
試験にパスすると、その選手にはアドバンスド (Advanced) パイロット認定がなされ、合格後1年以内に開催される PST の大会に参加が許された。
そして、アドバンスド パイロットのなかでその年の獲得ポイント1位になるか、通算で合計400ポイント以上を獲得するとプロ資格を得られるというルールであった。
これにかわって2005年からは、キャノピーパイロッティング・サーキット (Canopy Piloting Circuit / CPC) という方式が採られた。
CPC はアメリカを約10の地区に分け、その地区ごとに、エントリーゲートの高さ3mでのスピード ・ ディスタンス ・ ゾーンアキュラシー の主要3競技からなる大会を5戦行い、各地区の総合順位の上位者が CPC チャンピオンシップに進み、さらにそのチャンピオンシップの成績上位トップ10に入った選手が新たにプロ・パイロット認定を受け PST に参戦できる、というピラミッド型のシステムであった。

## PST チャンピオン
2003年から2007年までは、各年のツアー総合獲得ポイントでチャンピオンが決定されていたが、2007年より、PST チャンピオンシップ1試合の勝者もチャンピオンとするようにツアーフォーマットの変更がなされた。
- 2003年
  - Clint Clawson （ポイントリーダー） / 使用パラシュート Icarus Extreme VX
- 2004年
  - Jay Moledzki （ポイントリーダー） / 使用パラシュート PD Velocity
- 2005年
  - Francisco Neri （ポイントリーダー） / 使用パラシュート PD Velocity
- 2006年
  - Chris Hayes （ポイントリーダー） / 使用パラシュート PD Velocity
- 2007年
  - Jeffro Provenzano （ポイントリーダー） / 使用パラシュート Xaos-27
  - Nick Batsch （チャンピオンシップ勝者） / 使用パラシュート Daedalus JVX
- 2008年
  - Nick Batsch （チャンピオンシップ勝者） / 使用パラシュート Daedalus JVX
- 2009年 - 悪天候中止

## 過去の大会
- 2000年
  - Para-Performance Games -Houston, Texas,USA
- 2001年
  - Para-Performance Pro Cup -Perris, California,USA
  - Para-Performance Pro Blade -Quincy, Illinois,USA
  - Para-Performance Games -Perris, California,USA
- 2002年
  - Red Bull Blade Raid Blade Running -Elk Meadows, Utah,USA
  - Para-Performance Pro Cup -Perris, California,USA
  - World Freefall Convention -Rantoul, Illinois,USA
  - Para-Performance World Games -Perris, California,USA
- 2003年
  - Swoop Festival -Panama City Beach, Florida,USA
  - Extreme Week -Voss, Norway
  - South American Open -Rio de Janeiro, Brazil
  - Pro Tour Open -Portland, Oregon,USA
  - World Freefall Convention -Rantoul, Illinois,USA
  - 1st World Cup of Canopy Piloting -Perris, California,USA
  - Baja Challenge -Loreto, Baja,Mexico
- 2004年
  - 1st Freestyle Open -Perris, California,USA
  - Swoop Festival -Wildwood, New Jersey,USA
  - U.S. Nationals of Canopy Piloting -Perris, California,USA
  - 2nd Freestyle Open -Perris, California,USA
- 2005年
  - U.S. Canopy Piloting Grand Prix -Perris, California,USA
  - 1st Ground Launch Blade Running -Lake Isabella, California,USA
  - Triple Crown of Freestyle -Atlanta, Georgia,USA
  - Swoop Festival -Chicago, Illinois,USA
  - U.S. Nationals of Canopy Piloting -Perris, California,USA
  - CPC Championships -Longmont, Colorado,USA
  - GL Blade Running Championships -Lake Isabella, California,USA
- 2006年
  - PST Florida Pro/Am -Lake Wales, Florida,USA
  - PST Mile Hi Canopy Cup -Longmont, Colorado,USA
  - PST Air Festival -Longmont, Colorado,USA
  - CPC Championships -Longmont, Colorado,USA
- 2007年
  - PST Air Festival -Longmont, Colorado,USA
  - CPC Championships -Longmont, Colorado,USA
  - PST Championships -Longmont, Colorado,USA
- 2008年
  - CPC Championships -Longmont, Colorado,USA
  - PST Championships -Longmont, Colorado,USA
- 2009年
  - CPC Championships -Skydive Spaceland, Texas,USA
  - PST Championships -Skydive Spaceland, Texas,USA (Weathered Out)